# 빗추 다카마쓰성 전투
빗추 다카마쓰 성 전투(일본어: 備中高松城の戦い)는 일본 아즈치모모야마 시대의 전투로, 덴쇼 10년(1582년)에 오다 노부나가의 명령을 받은 하시바 히데요시가 모리 가문의 가신 시미즈 무네하루(清水宗治)가 지키는 빗추 다카마쓰 성(高松城)을 공격한 전투이다.
덴쇼 10년 4월 히데요시는 다카마쓰 성을 공격하지만, 성 주변의 습지로 교착상태에 빠졌다. 5월 8일 히데요시는 군사 구로다 요시타카의 책략으로 저지대에 위치한 다카마쓰 성을 수몰시키기 위하여 성 주위에 제방을 쌓기 시작한다. 제방이 완성되자 장마로 인해 성은 수몰되었다. 이를 다카마쓰 성 수공(高松城水攻め)이라고 한다.
그러나, 히데요시에게 유리한 상황으로 전투가 진행되고 있던 중에, 교토의 혼노지에서 주군 오다 노부나가가 아케치 미쓰히데의 모반으로 목숨을 잃는 사건이 발생하였다(혼노지의 변). 이 급보를 들은 히데요시는 성주 시미즈 무네하루만 할복하면 성 수비병의 목숨을 모두 구해주겠다는 조건으로 즉시 모리 측에 화의를 제의하였다. 히데요시는 성주 시미즈 무네하루의 할복을 지켜본 뒤, 아케치 미쓰히데를 토벌하기 위하여 군을 이끌고 야마시로국을 향하여 급히 회군하였다.

## 전투 후의 정세
히데요시는 그해 6월 13일부터 시작된 야마자키 전투에서 미쓰히데를 격파하고 오다 노부나가의 실질적인 후계자의 길을 걷게 되었다. 주고쿠 정벌로 히데요시의 실력을 익히 알고 있는 모리 가문은 히데요시와의 화의를 유지하며, 그의 패업을 지원하였다. 이에 대한 보답으로 모리 가문은 후에 도요토미 정권에서 중용되어, 모리 데루모토와 고바야카와 다카카게는 고다이로가 되었다.
이 전투 뒤에 빗추 다카마쓰 성에는 우키타 가문(宇喜多氏)의 가로 하나부사 가문(花房氏)가 입성하였다. 후에 하나부사 가문은 세키가하라 전투에서 서군의 부대장이 된 주군 우키타 히데이에를 배신하고 동군에 붙었기 때문에 에도 시대에는 하타모토까지 출세하였다. 몇 년 후 하나부사 가문이 빗추 아소로 거소를 옮기자, 다카마쓰 성은 폐성되었다.

## 참전 무장
| - 오다 군 (히데요시 측) - 하시바 히데요시 - 구로다 요시타카(黒田孝高) - 하치스카 마사카쓰(蜂須賀正勝) - 가토 기요마사(加藤清正) - 스기하라 이에쓰구(杉原家次) - 하시바 히데나가(羽柴秀長) - 호리오 요시하루(堀尾吉晴) - 하나부사 노부히데(花房職秀) - 우키타 다다이에(宇喜多忠家) - 쓰다 노부토(津田信任) | - 모리 군 - 시미즈 무네하루(清水宗治) - 나카시마 모토유키(中島元行) - 고바야카와 다카카게(小早川隆景) - 깃카와 모토하루(吉川元春) - 가쓰라 히로시게(桂広繁) - 히바타 가게치카(日幡景親) - 오다 손베에(小田孫兵衛) - 이노우에 아리카게(井上有景) |